# Bobrowniki (gemeente in powiat Będziński)
De gemeente Bobrowniki is een landgemeente in het Poolse woiwodschap Silezië, in powiat Będziński.
De zetel van de gemeente is in Bobrowniki.
Op 30 juni 2004 telde de gemeente 11 249 inwoners.

## Oppervlakte gegevens
In 2002 bedroeg de totale oppervlakte van gemeente Bobrowniki 51,99 km², waarvan:
- agrarisch gebied: 63%
- bossen: 20%

De gemeente beslaat 14,13% van de totale oppervlakte van de powiat.

## Plaatsen
De gemeente bestaat uit 8 sołectwo:
Bobrowniki,
Dobieszowice,
Myszkówice,
Rogoźnik,
Sączów,
Siemonia,
Twardowice,
Wymysłów,

## Demografie
Stand op 30 juni 2004:
| Omschrijving                   | Totaal | Totaal | Vrouwen | Vrouwen | Mannen | Mannen |
| ------------------------------ | ------ | ------ | ------- | ------- | ------ | ------ |
| eenheid                        | aantal | %      | aantal  | %       | aantal | %      |
| inwoners                       | 11 249 | 100    | 5972    | 53,1    | 5277   | 46,9   |
| bevolkingsdichtheid (inw./km²) | 216,4  | 216,4  | 114,9   | 114,9   | 101,5  | 101,5  |

In 2002 bedroeg het gemiddelde inkomen per inwoner 1364,17 zł.

## Aangrenzende gemeenten
Mierzęcice, Ożarowice, Piekary Śląskie, Psary, Radzionków, Świerklaniec, Wojkowice